# Dystrykt Lefke
Dystrykt Lefke (tur. Lefke İlçesi) – jeden z 6 dystryktów Tureckiej Republiki Cypru Północnego. Stolicą dystryktu jest Lefka. Dnia 27 grudnia 2016 roku parlament Cypru Północnego jednomyślnie zagłosował za wydzieleniem Dystryktu Lefke z Dystryktu Güzelyurt. W 2006 roku terytorium zamieszkiwały 10702 osoby.
Zgodnie z prawem Republiki Cypru obszar północnocypryjskiego dystryktu Lefke wchodzi w skład cypryjskiego dystryktu Nikozja.